# George Bellas Greenough

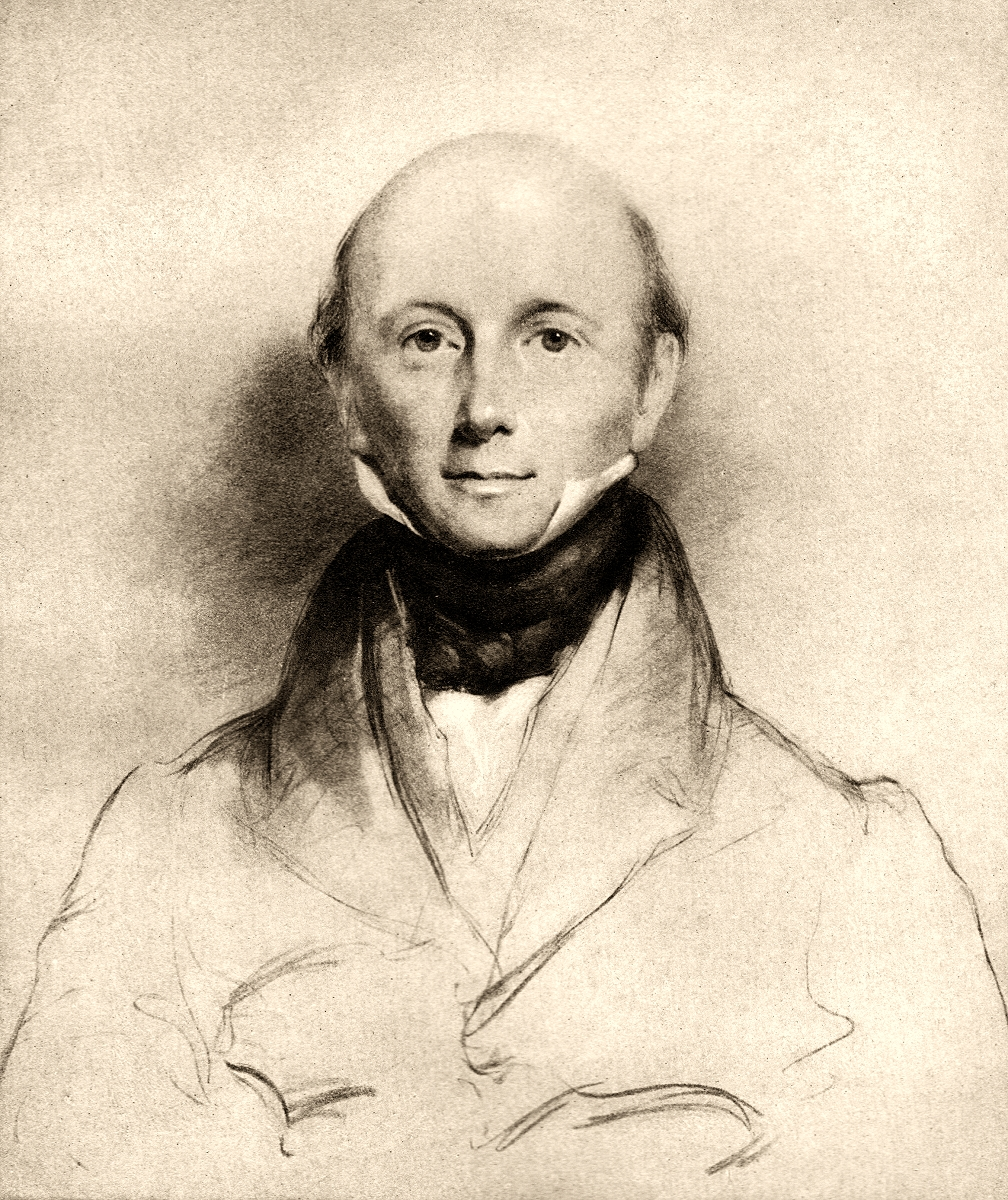
George Bellas Greenough

George Bellas Greenough (Londen, 18 januari 1778 - Napels, 2 april 1855) was een Engelse geoloog en mineraloog, die een geologische kaart van Engeland en Wales maakte in 1819.
Greenough ging naar het Eton College, daarna studeerde hij vanaf 1795 kort aan het Pembroke College van de Universiteit van Oxford, maar haalde daar geen graad. In 1798 ging hij aan de Universiteit van Göttingen rechten studeren. Nadat hij colleges van Johann Friedrich Blumenbach bezocht raakte hij geïnteresseerd in natuurwetenschappen en gaf zijn studie in de rechten op. Hij studeerde mineralogie aan de Universiteit van Freiberg, waar Abraham Gottlob Werner zijn leraar was. Daarna reisde hij door delen van Europa en werkte aan het Royal Institution als scheikundige. Tijdens een bezoek aan Ierland raakte hij geïnteresseerd in politiek en van 1807 tot 1812 was hij lid van het Britse parlement voor Gatton in Surrey.
Tegelijkertijd werd hij weer actief in geologisch onderzoek. Hij werd gekozen tot Fellow of the Royal Society in 1807, en was in 1807 een van de oprichters van de Geological Society, waarvan hij de eerste voorzitter was, vanaf 1811 (toen de statuten veranderd werden) was hij de president van de Society. In deze positie deed hij veel om de geologie bekendheid te geven.
In 1819 schreef hij een wetenschappelijke publicatie getiteld A Critical Examination of the First Principles of Geology, waarin hij van een aantal heersende theorieën liet zien dat ze niet klopten. In hetzelfde jaar kwam zijn zesdelige geologische kaart van Engeland en Wales uit, een tweede druk kwam uit in 1839. Deze kaart was gebaseerd op de eerdere kaart van William Smith, waaraan veel nieuwe informatie was toegevoegd. Vanaf 1843 was Greenough bezig aan een geologische kaart van Brits-Indië te werken, die hij in 1854 publiceerde.

## Eponiemen
Het plantengeslacht Greenovia werd door Philip Barker Webb en Sabin Berthelot naar hem genoemd.
In West-Australië werd de rivier Greenough naar hem vernoemd door George Grey. De plaats Greenough werd later naar de rivier vernoemd.
- Bibsys: 99035005
- Bibliothèque nationale de France: cb123064564 (data)
- CiNii: DA11650970
- Stuttgart Database of Scientific Illustrators 1450–1950: 4332
- Gemeinsame Normdatei: 116828978
- International Standard Name Identifier: 0000 0001 0654 2845
- Library of Congress Control Number: n85368673
- Nationale Bibliotheek van Tsjechië: mzk2010607935
- Nationale Bibliotheek van Polen: a0000003731392
- Réseau des bibliothèques de Suisse occidentale: 02-A024242603
- SNAC: w6sx73p4
- Système universitaire de documentation: 085877271
- Virtual International Authority File: 51755789
- WorldCat: E39PBJc3DK8hxKkc3fTwhCm68C